# I. e. 585
Évszázadok: i. e. 7. század – i. e. 6. század – i. e. 5. század
Évtizedek: i. e. 630-as évek – i. e. 620-as évek – i. e. 610-es évek – i. e. 600-as évek – i. e. 590-es évek – i. e. 580-as évek – i. e. 570-es évek – i. e. 560-as évek – i. e. 550-es évek – i. e. 540-es évek – i. e. 530-as évek
Évek: i. e. 590 – i. e. 589 – i. e. 588 – i. e. 587 –  i. e. 586 – i. e. 585 – i. e. 584 – i. e. 583 – i. e. 582 – i. e. 581 – i. e. 580

## Események
- május 28.: napfogyatkozás, amit Hérodotosz szerint Thalész megjósolt; a lüdök és médek ennek hatására békét kötnek babiloni közvetítéssel.[1] Ezt tekintik a világtörténelem legrégebbi napra pontos abszolút datálásának, amely egy csillagászati jelenség leírásának köszönhetően nem csak relatív számítást enged.
- II. Nabú-kudurri-uszur babiloni király belekezd Türosz ostromába, ami 13 évig, i. e. 572-ig tart.
- Megalakul Wu fejedelemség a Jangce alsó folyásánál Kínában.

## Születések
- Anaximenész görög filozófus, a milétoszi iskola tagja

## Halálozások
- Periandrosz korinthoszi türannosz